# El Silmaríl·lion
El Silmaríl·lion (en anglès The Silmarillion) és un recull d'històries mitopeiques de l'escriptor anglès J.R.R. Tolkien, editat i publicat pòstumament pel seu fill Christopher Tolkien amb l'ajuda de l'autor de fantasia Guy Gavriel Kay.
El Silmaríl·lion parla d'Eä, un univers de ficció que inclou el Regne Beneït de Vàlinor, l'anteriorment gran regió de Beleríand, l'illa enfonsada de Númenor i el continent de la Terra Mitjana, on tenen lloc les obres més populars de Tolkien: El hòbbit i El Senyor dels Anells. Després de l'èxit d'El Hòbbit, l'editor de Tolkien, Stanley Unwin, va demanar una seqüela, i Tolkien va oferir un esborrany de les històries que després es convertirien en El Silmaril·lion. Unwin va rebutjar aquesta proposta, qualificant l'esborrany d'obscur i «massa celta», de manera que Tolkien va començar a treballar en una nova història que finalment es va convertir en El Senyor dels Anells. Finalment, el Silmaríl·lion fou publicat pòstumament, el 1977.
El Silmaríl·lion, juntament amb altres col·leccions d'obres de Tolkien com ara els Contes inacabats de Númenor i la Terra Mitjana, formen un conjunt narratiu, encara que incomplet, que descriu l'univers en el qual tenen lloc El Hòbbit i El Senyor dels Anells.

## Argument
Els esdeveniments descrits a El Silmaríl·lion, com en els altres escrits de Tolkien sobre la Terra Mitjana, es pensava que havien tingut lloc en algun moment del passat de la Terra. D'acord amb aquesta idea, El Silmaríl·lion va ser suposadament traduït del Llibre Vermell de la Franja de Ponent de Bilbo, en tres volums, que va escriure mentre era a Rivendell. El llibre recull la història del món, Arda, fins a la Tercera Edat, en les seves cinc seccions. Aquesta obra de cinc parts és identificada per molts lectors com els tres volums de Traduccions de l'Èlfic realitzades per Bilbo Saquet, tal com s'indica a El Senyor dels Anells.

## Estructura
El Silmaríl·lion està format per cinc parts:
1. L'Ainulindalë (La Música dels Ainur) - un relat de la creació d'Eä, el món de Tolkien.[5] El terme Ainulindalë (pronunciat «Ainulíndale») ve del quenya i significa 'la Música dels Ainur' o, en una traducció més literal, el 'Càntic dels Sagrats'. La Música dels Ainur ocupa un lloc destacat en el cicle de Tolkien, atès que narra la cosmologia (o mite de la creació) de la Terra Mitjana.[5] La història té lloc en un buit abstracte, abans de l'inici dels temps, i explica els inicis del món, pensat i dissenyat per la voluntat de Déu, conegut en l'univers de Tolkien com l'Ilúvatar. La narrativa es pot dividir en les següents parts: Els Ainur i el tema de la seva música (paràgrafs 1 a 4), Mélkor i la seva intercesssió en la Música dels Ainur (paràgrafs 5 a 8), La Visió (paràgrafs 9 a 17), Gènesi (paràgrafs 18 a 20), i la lluita per acomplir el destí (paràgrafs 21 a 25)
2. El Vàlaquenta (El Relat dels Vàlar) - una relació dels Vàlar i els Maiar, les forces sobrenaturals d'Eä, acompanyada d'una breu descripció dels més destacats.
3. El Quenta Silmarillion (El Relat dels Silmarils) - constitueix el cos central de l'obra. El títol, en quenya, significa 'El Relat dels Silmarils', i gira entorn de la història que es va desenvolupar al voltant de la fabricació d'aquests joiells i de les guerres que van disputar-se pel seu control. Comença resumint les primeres lluites de Mélkor contra els vàlar, i relatant el naixement dels elfs i del seu Gran Viatge cap a l'Oest. Però aviat la trama central s'inicia i es descriu l'afaiçonament dels Silmarils per part de Fèanor, el robatori d'aquests per Mélkor i l'exili dels noldor cap a la Terra Mitjana.[6][7]
4. L'Akallabêth ('La Negada', en adûnaic) narra la corrupció, caiguda en desgràcia i enfonsament del Regne de Númenor, escrita per Eléndil,[8] i té lloc durant la Segona Edat.[9] Com fa evident la traducció al quenya del títol de l'obra, Atalantë, es tracta d'una revisió de Tolkien del mite de l'Antlàntida adaptant-lo al seu llegendari.
5. Dels Anells de Poder i de la Tercera Edat - Un resum de les circumstàncies que condueixen a la situació presentada a El Senyor dels Anells.[10] És un assaig històric relativament curt (unes 20 pàgines) que serveix alhora d'èpileg dels fets descrits al Silmaríl·lion i com a introducció a El Senyor dels Anells, estenent-se fins al final de la Guerra de l'Anell.[10] La inclusió dels esdeveniments descrits a El Senyor dels Anells de forma molt resumida a les darreres pàgines serveix per lligar-los la gran èpica de la primera i segona edats, a part de suggerir que si s'hagués escrit els Silmaríl·lion amb l'estil de El Senyor dels Anells s'hauria allargat centenars de volums.[11] Després de la mort de Tolkien el 1973, Christopher Tolkien va completar i donar estructura a l'assaig amb l'ajuda de Guy Gavriel Kay. Es pot trobar informació sobre el rerefons i el desenvolupament del text al volum La Traïció d'Ísengard de la Història de la Terra Mitjana.

Aquestes cinc parts eren inicialment obres separades, però en la seva vellesa Tolkien havia expressat el desig que es publiquessin de manera conjunta. Com que J.R.R. Tolkien va morir abans que pogués reescriure les diverses llegendes, Christopher va recuperar material dels esborranys del seu pare per omplir els buits del llibre. En alguns casos, va introduir material completament nou per fer quadrar la història.